# Monulfus van Maastricht
Monulfus, soms geschreven Monulphus, soms met aanduiding van Maastricht (6e eeuw, Maastricht) was volgens de traditie de twaalfde bisschop van het bisdom Maastricht. Omdat de Maastrichtse bisschoppen zich nog lang Tungrorum episcopus (bisschop der Tongeren) bleven noemen, ook na het overbrengen van de bisschopszetel naar Luik, geldt hij tevens als de 21e bisschop van Tongeren-Maastricht-Luik. Monulfus wordt gezien als de stichter van de Sint-Servaasbasiliek. Hij wordt tevens vereerd als heilige, waarbij hij vaak in één adem wordt genoemd met Gondulfus.

## Leven
Volgens Gregorius van Tours in zijn Liber in gloria confessorum (587) bouwde bisschop Monulfus van Maastricht rond 560 boven het graf van Servatius een grote kerk (magnum templum), de latere Sint-Servaaskerk. Ook liet hij het stoffelijk overschot van de heilige in een ruimte onder het koor van de nieuwe grafkerk plaatsen (de elevatio of verheffing van Servatius). Na zijn overlijden werd Monulfus in de door hem gebouwde kerk begraven, volgens Heriger van Lobbes op zijn eigen verzoek.
In 1039 werd het gebeente van Monulfus en Gondulfus 'verheven' door het in een stenen reliekkist bij het altaar te plaatsen. Deze verheffing of elevatio gold in de middeleeuwen als een heiligverklaring. Dit gebeurde tijdens de plechtige kerkwijding in aanwezigheid van Keizer Hendrik III. Proost Humbertus plaatste ter ere van Monulfus en Gondulfus een cenotaaf boven hun graf in het middenschip van de kerk. De plek waar zich dit graf zou bevinden is in 1988 onderzocht door archeoloog Titus Panhuysen, waarbij werd vastgesteld dat het daar aanwezige graf niet ouder is dan de late negende of tiende eeuw. De cenotaaf van Monulfus en Gondulfus werd in 1890 teruggevonden en bevindt zich thans in de oostcrypte van de kerk.
Over de beweegredenen van Gondulfus bij de bouw van de magnum templum bestaat onder kringen van historici veel discussie. Rond deze tijd probeerden diverse aristocratische elites in Gallië hun aanzien te vergroten door zich als het ware een heiligengraf toe te eigenen. Het bezit van zo'n cultusplaats diende om hun eigen machtsstreven te rechtvaardigen. Mogelijk handelde Monulfus in deze geest en creëerde hij de Sint-Servaascultus door op het vermeende graf van de heilige een grafkerk te bouwen. Daarbij handelde hij eerder als lid van een lokale aristocratische groep, dan als geestelijk leidsman.

## Legende
De Acta Sanctorum vermelden slechts twee vitae van Monulfus, beide niet ouder dan de elfde eeuw. Monulfus was, volgens die overlevering, de zoon van Randas, graaf van Dinant. Hij was gehuwd en cantor in de kerk van Maastricht, echter geen priester. Hij muntte echter zozeer uit door zijn deugdzaam leven, dat de geestelijkheid en het volk van Maastricht hem kozen tot bisschop, als opvolger van Domitianus.
Volgens de ontstaanslegende van de stad Luik, zou Monulfus een visioen hebben gehad van een welvarende stad toen hij het dal van de Legia passeerde, waar later Luik gesticht zou worden. Volgens dezelfde legende liet hij op die plaats een kapel bouwen ter ere van de Heilige Drie Heelmeesters (volgens andere bronnen ter ere van de heilige Cosmas en Damianus). Ook zou hij rond 556 de plaats Embourg in de huidige gemeente Chaudfontaine gesticht hebben. Volgens een andere legende, ontstaan door foutieve lezing van de Latijnse tekst op de cenotaaf, zouden de heiligen Monulfus en Gondulfus in 805 uit hun graf zijn opgestaan om te Aken de inwijding van de nieuwe dom bij te wonen.

## Nalatenschap

### Verering, relieken
Na de onofficiële heiligverklaring van 1039 (de 'elevatio') kreeg Monulfus een eigen feestdag op 16 juli, samen met zijn opvolger Gondulfus. De relieken van beide heiligen werden bij die gelegenheid bijgezet in een laat-Romeinse sarcofaag, die zich tegenwoordig in de vieringscrypte van de Sint-Servaas bevindt. Op het graf van de heiligen, in medio ecclesiae, werd in het derde kwart van de elfde eeuw een cenotaaf opgericht, de cenotaaf van Monulfus en Gondulfus, thans in het lapidarium in de oostcrypte van de kerk. Een eeuw later werd een deel van de relieken opnieuw verheven en in een verguld koperen reliektafel geplaatst, die als pendant naast de Noodkist van Sint Servaas op het hoogaltaar van de Sint-Servaaskerk stond. De reliektafel bevond zich tot 1846 in de schatkamer van de Sint-Servaaskerk en sedertdien in de Koninklijke Musea voor Kunst en Geschiedenis te Brussel. In de kerk en schatkamer van de Sint-Servaasbasiliek bevinden zich diverse andere reliekhouders van de heilige en daarnaast het vermeende 'kleed van Monulfus'. Het oudste reliek van Monulfus, uit de tweede helft van de 7e eeuw, bevond zich in de kathedraal van Chartres. Dit reliek van het kleed van Monulfus is verloren gegaan, maar het bijbehorend attest met de tekst Hic sunt pignora de coberturio domno monulfo trejectinse episcopo is bewaard gebleven. De zevenjaarlijkse Heiligdomsvaart van Maastricht, die grotendeels in het teken van de Sint-Servaasverering stond, vond in de middeleeuwen plaats rond het feest van Monulfus en Gondulfus (een week ervoor en een week erna), daarmee het belang van deze twee heiligen onderstrepend.

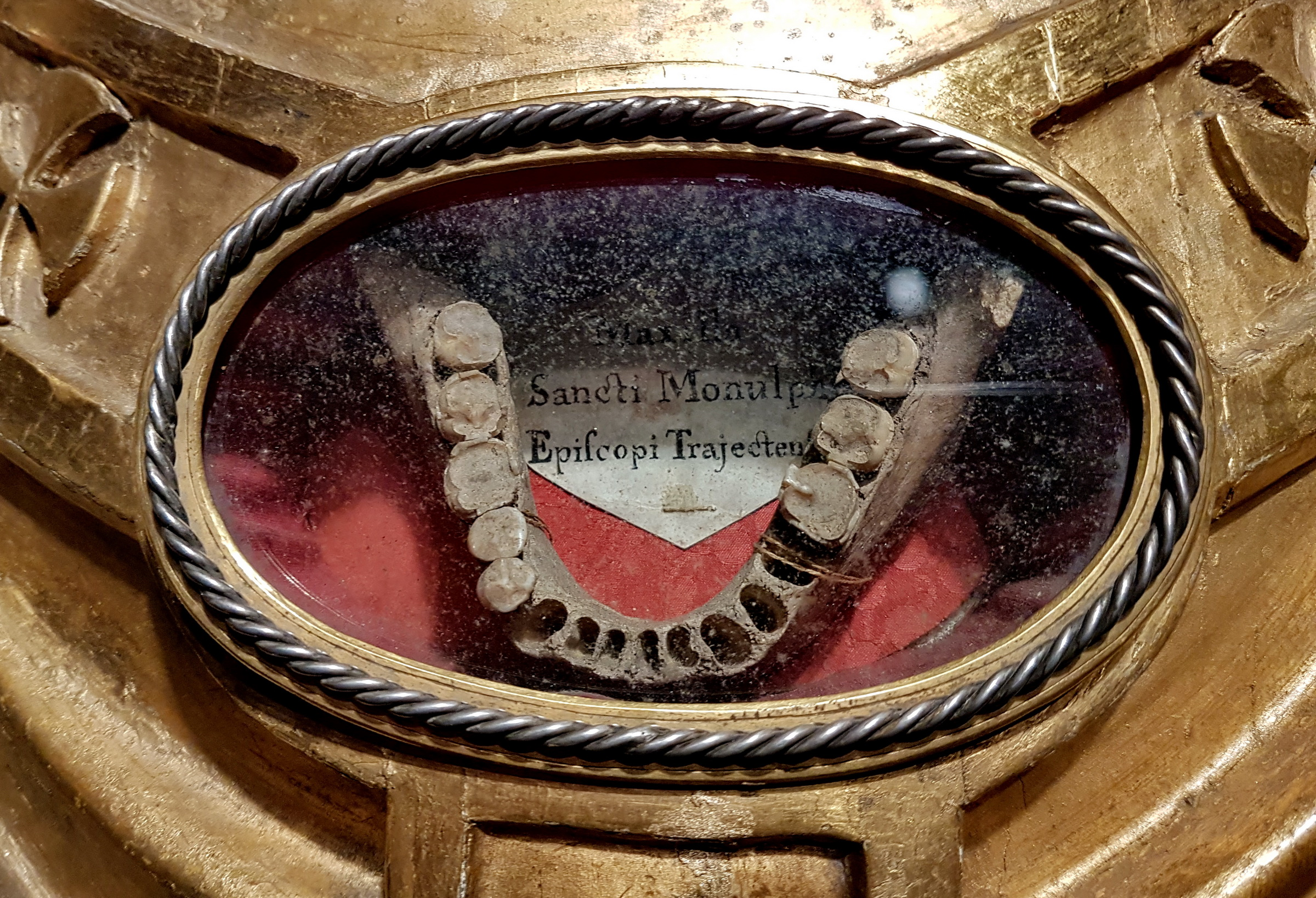
Kaakreliek in de Sint-Servaasbasiliek, Maastricht
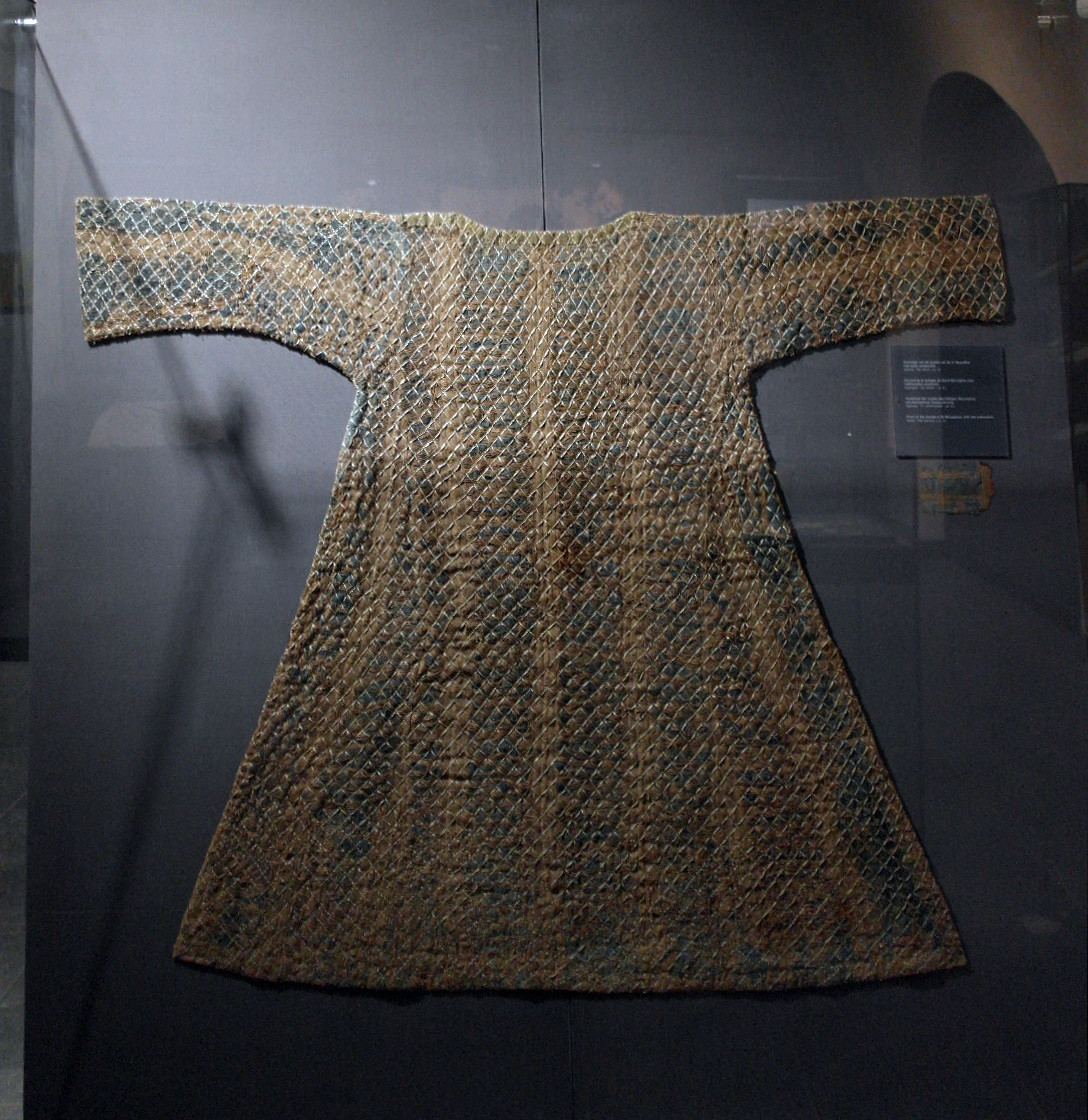
Kleed van Monulfus, schatkamer Sint-Servaas
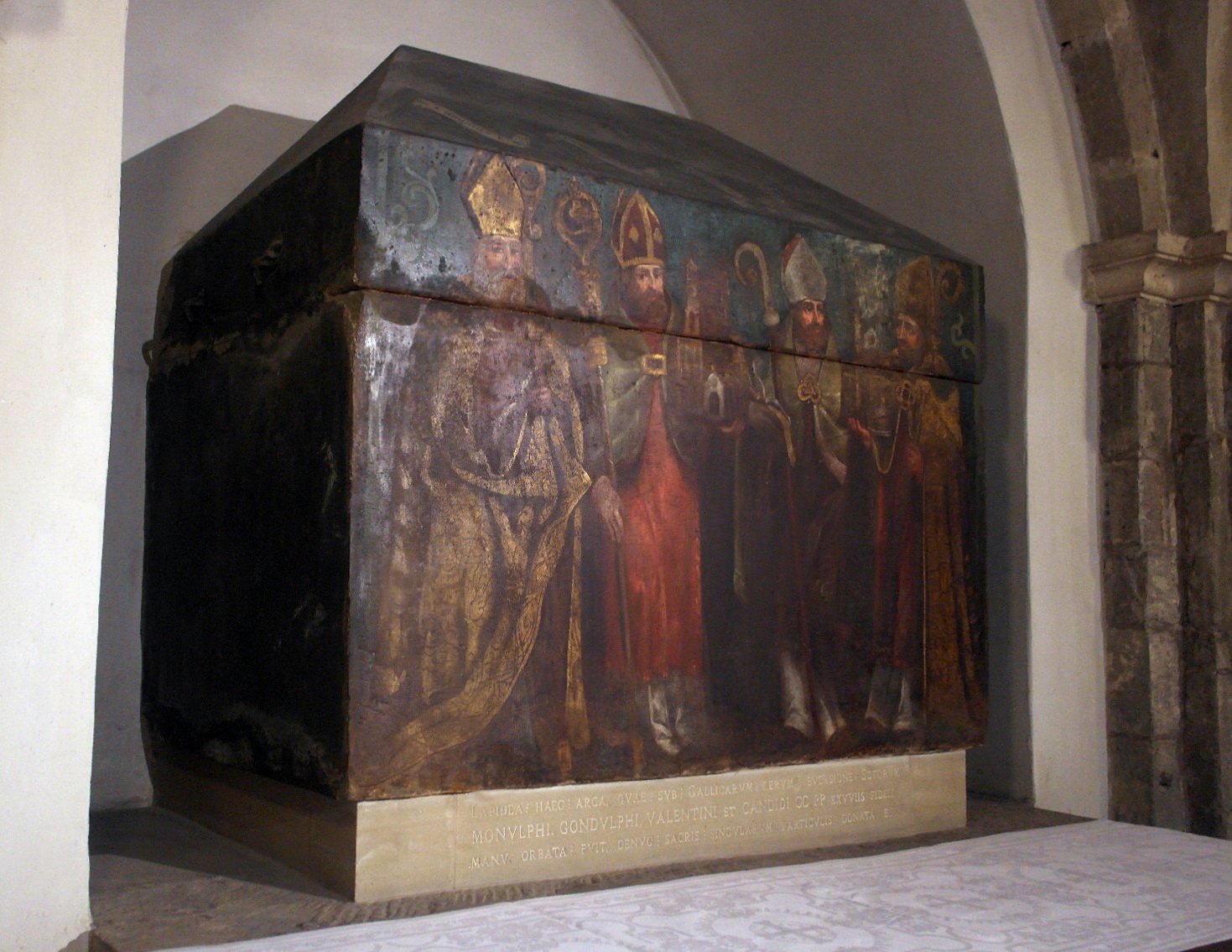
Monulfus op laat-romeinse sarcofaag, vieringscrypte
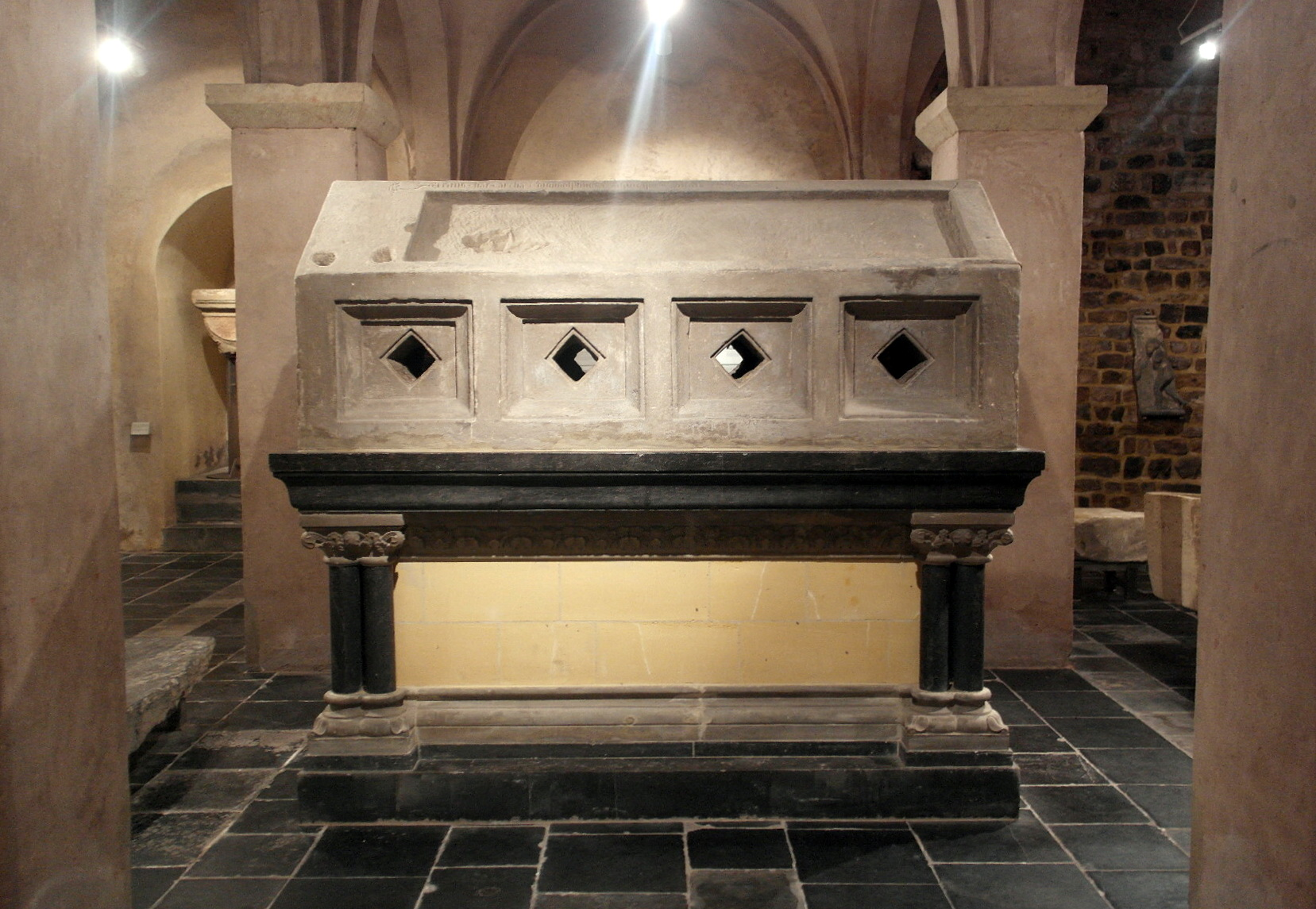
Cenotaaf van Monulfus en Gondulfus, oostcrypte

### Schilderijen en beelden
Monulfus en Gondulfus zijn, naast Sint-Servaas, de nevenpatroonheiligen van Maastricht. In die stad bevinden zich diverse schilderijen en beelden van Monulfus, meestal in gezelschap van Gondulfus ("Monnie en Gonnie"). In het Bonnefantenmuseum bevindt zich een 17e-eeuws schilderij van Gaspar de Crayer, getiteld De opstanding van Monulfus en Gondulfus uit hun graven. Monulfus wordt traditioneel met baard afgebeeld en houdt als kerkenbouwer vaak een model van de Sint-Servaaskerk vast. Charles Vos maakte in 1934 een beeld van de twee heiligen voor een pijler van de Sint Servaasbrug. Bij het Mariamonument in Wyck (Albert Termote, 1952) staat Monulfus op een druk kruispunt in gezelschap van Servatius, Lambertus en Hubertus aan de voet van een zuil met het beeld van Maria. Bij de Sint-Servaasbasiliek staat sinds 1993 het bronzen beeld Monulfus en Gondulfus van Jef Courtens. In het koor van de Onze-Lieve-Vrouwebasiliek in Maastricht bevindt zich een gebrandschilderd raam van de twee heiligen van Daan Wildschut. In Aken bevindt zich in de Klappergasse een plaquette met een afbeelding van de Maastrichtse bisschoppentweeling. De naam Klappergasse zou volgens een legende verwijzen naar de klapperende geraamtes van de heiligen.

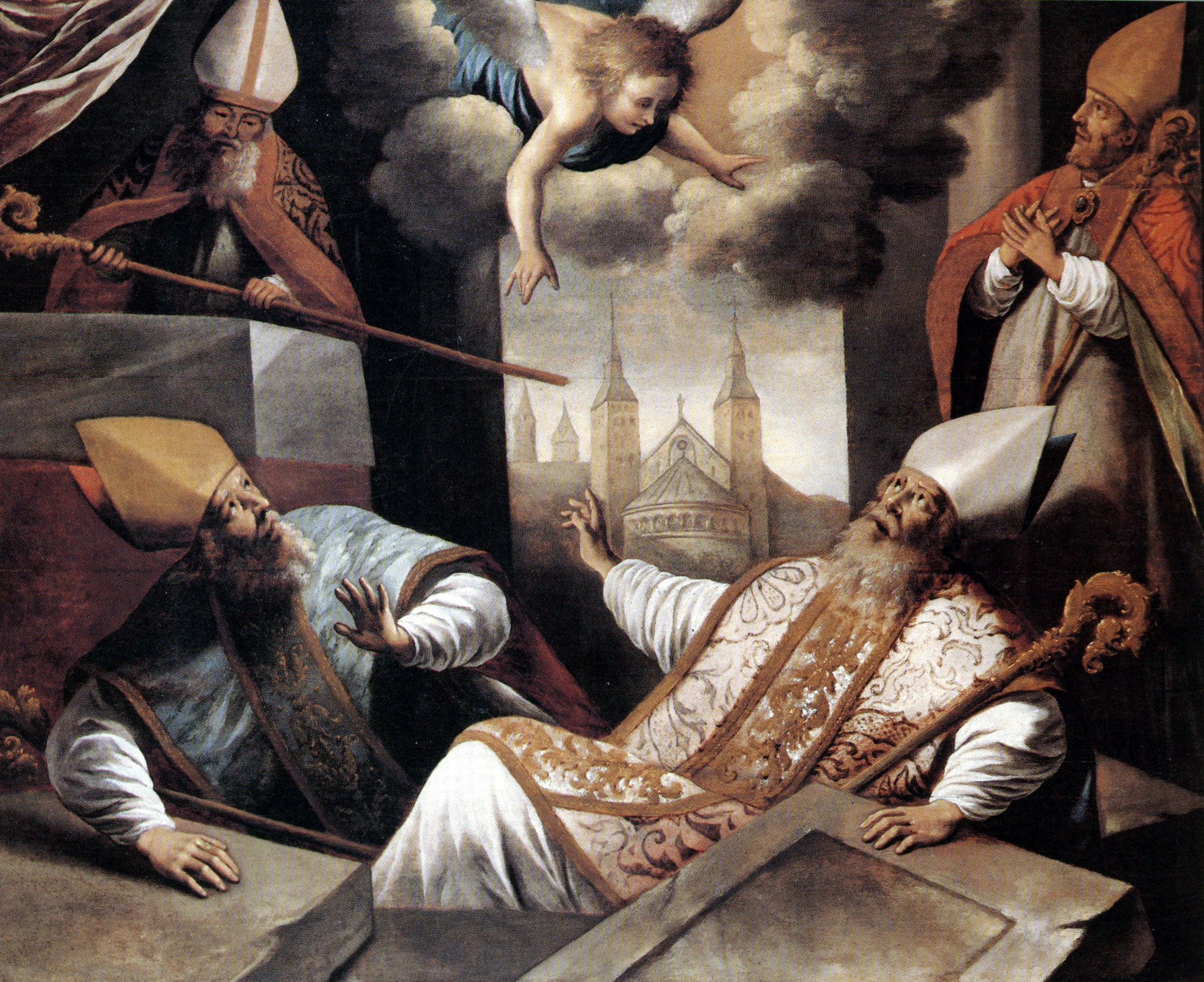
Opstanding van Monulfus en Gondulfus uit hun graven (Bonnefantenmuseum)
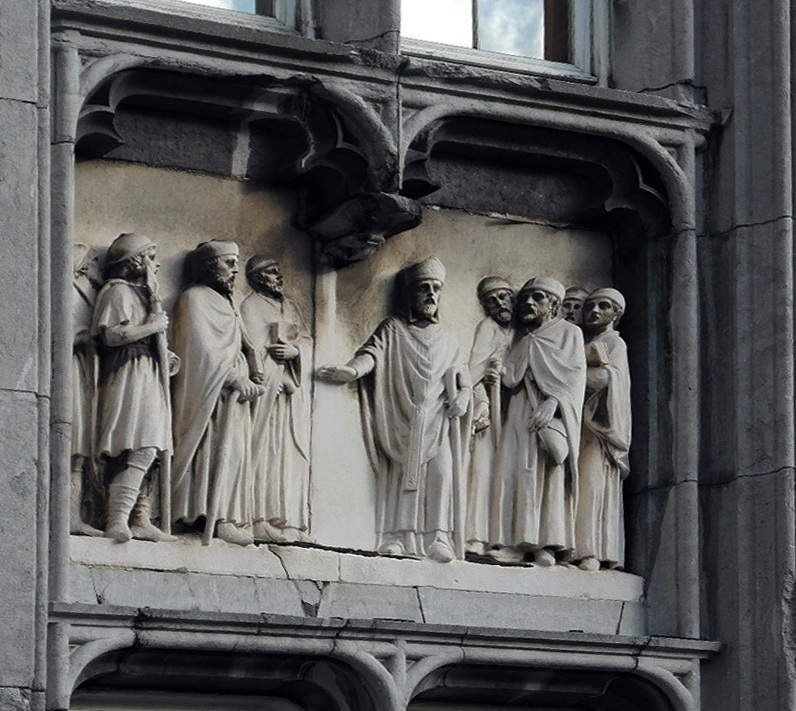
Monulfus voorspelt de voorspoed van Luik (Provinciehuis Luik)
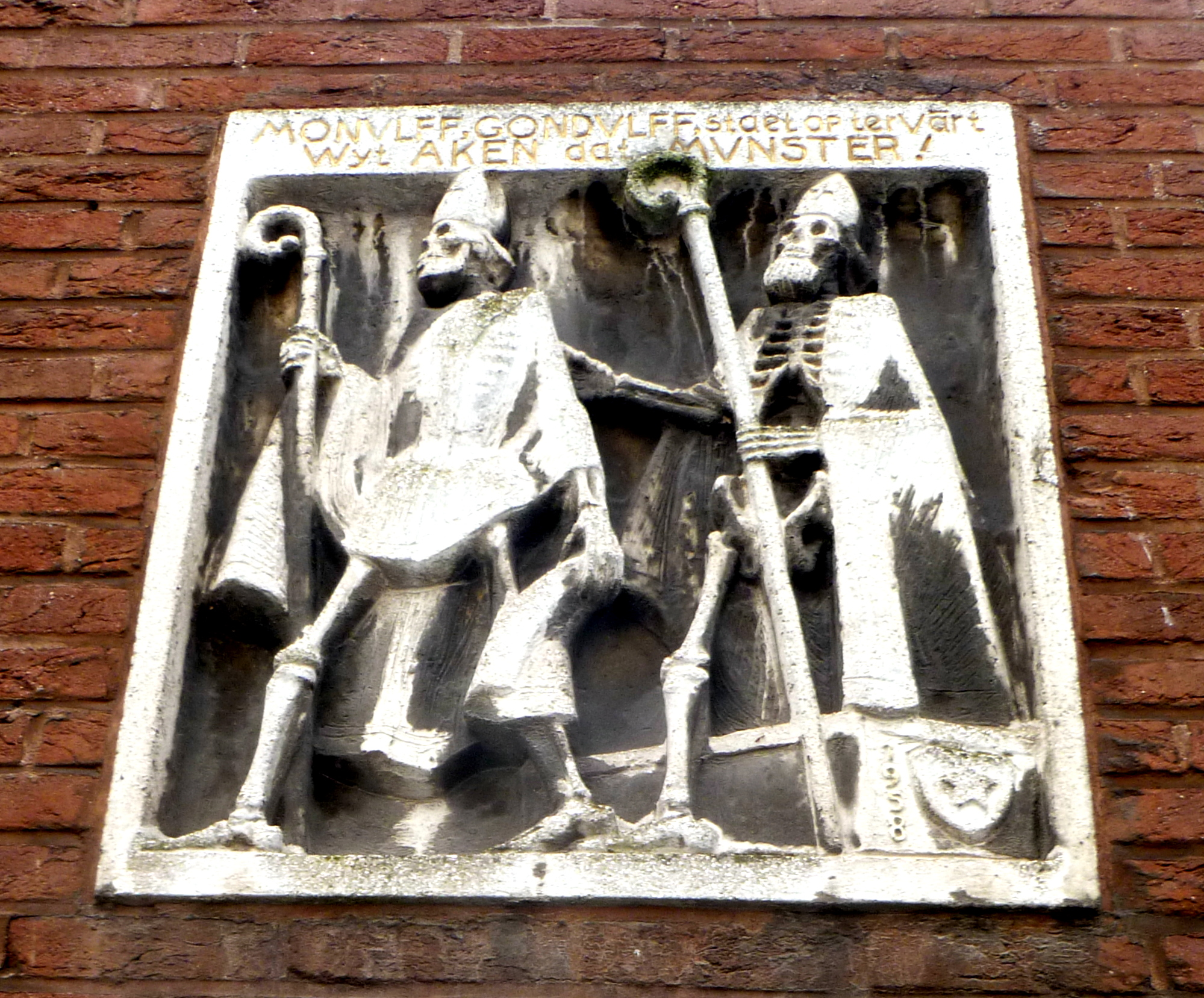
Gevelsteen in de Klappergasse in Aken van Dries Engelen
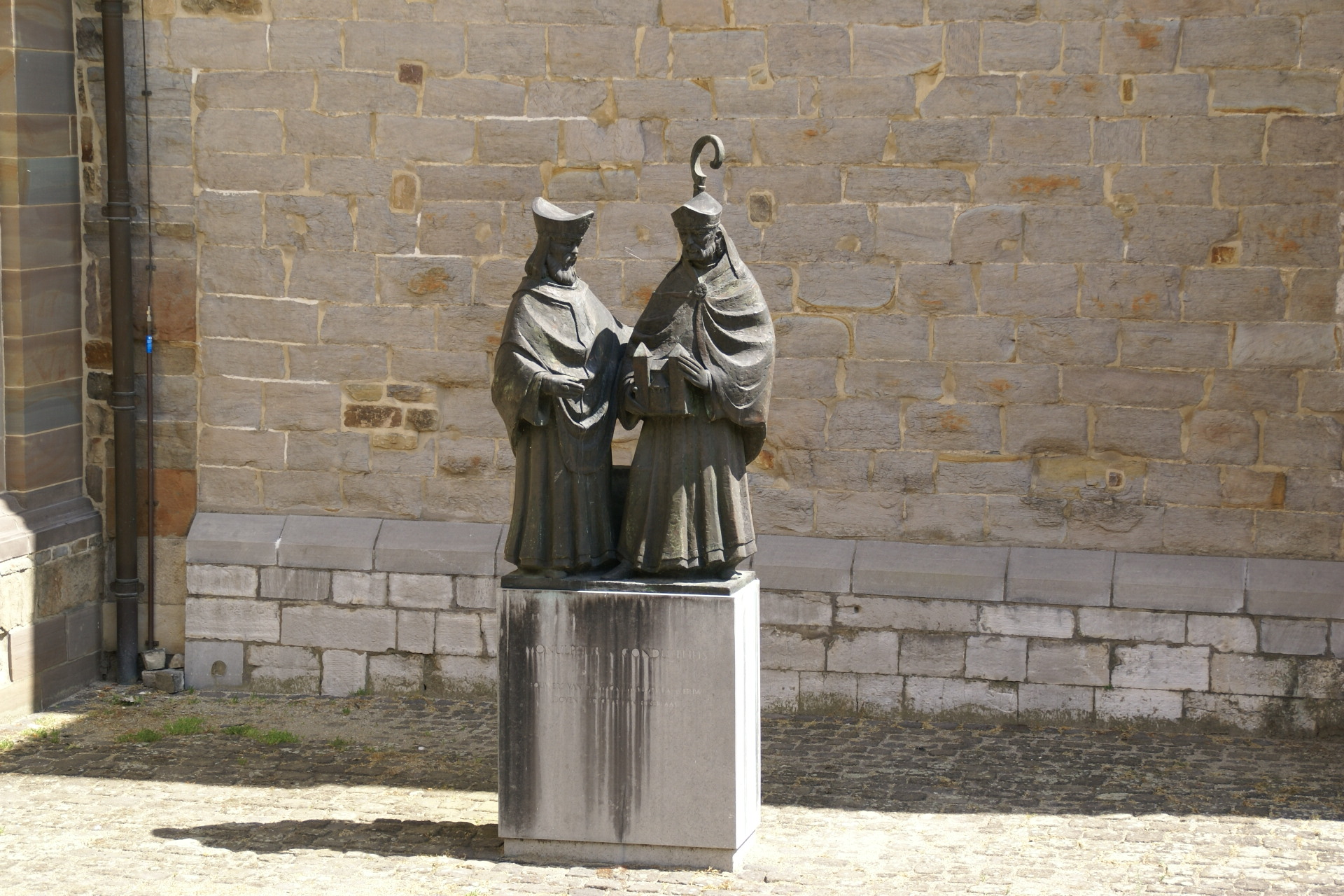
Bronzen beelden bij de Sint-Servaasbasiliek

### Sint-Monulfuskerken
In diverse plaatsen in Nederland en België bevinden zich kerken en kapellen gewijd aan Monulfus en Gondulfus. In Nederland:
- Monulfus en Gondulfuskerk in Maastricht-De Heeg
- Sint-Monulphus en Gondulphuskerk in Berg en Terblijt
- Heilige Monulphus en Gondulphuskerk[4] in Knegsel
- Parochiehuis Monulphus in Urk en Nagele

In België:
- Sint-Monulphus en Gondulphuskerk in Mechelen-aan-de-Maas
- Sint-Monulphus en Gondulphuskerk in Rotem
- Sint-Monulphus en Gondulphuskerk in Achel
- Sint-Monulphus en Gondulphuskerk in Sint-Huibrechts-Lille
- Sint-Monulphus en Gondulphuskerk in Kaulille

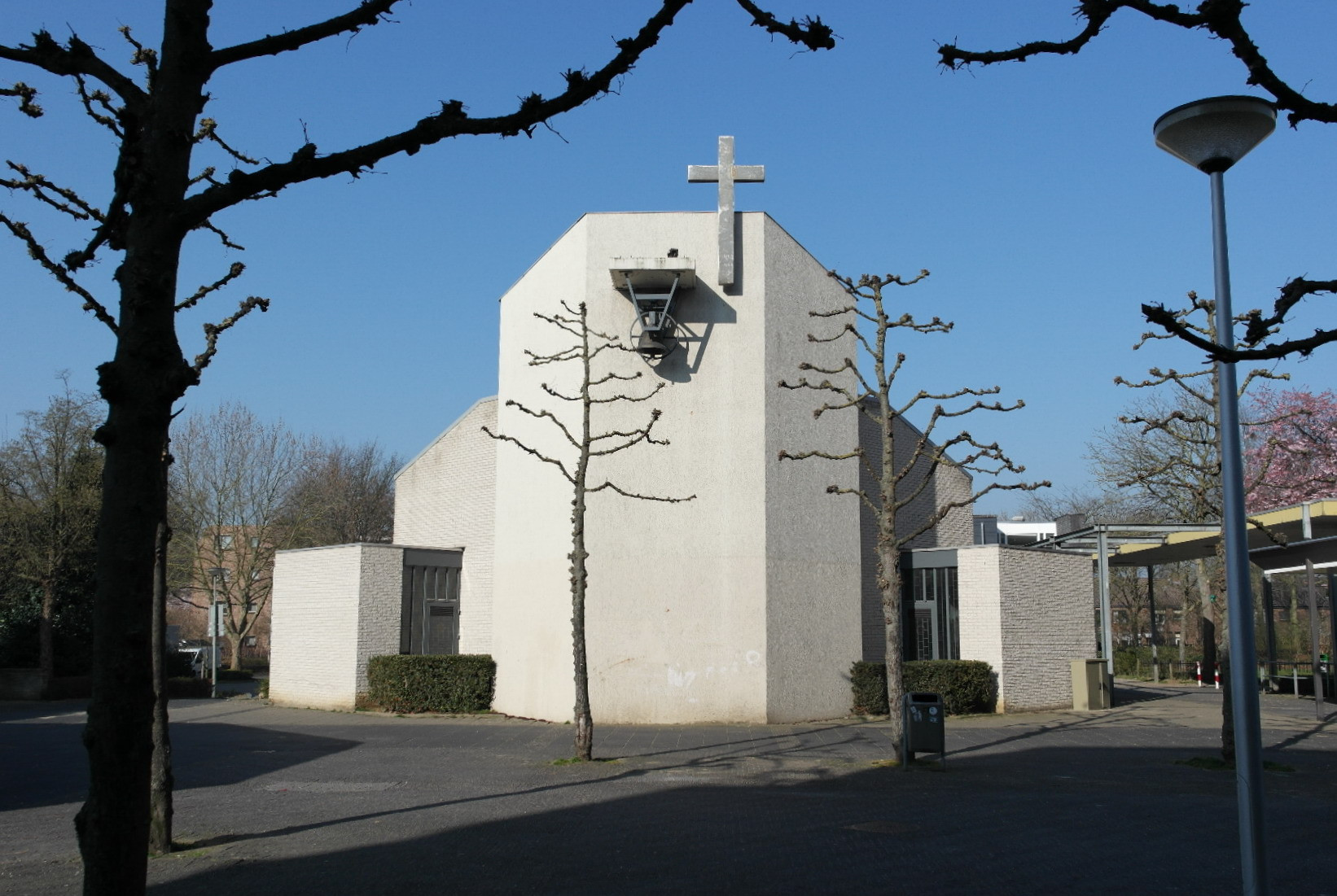
Maastricht-De Heeg
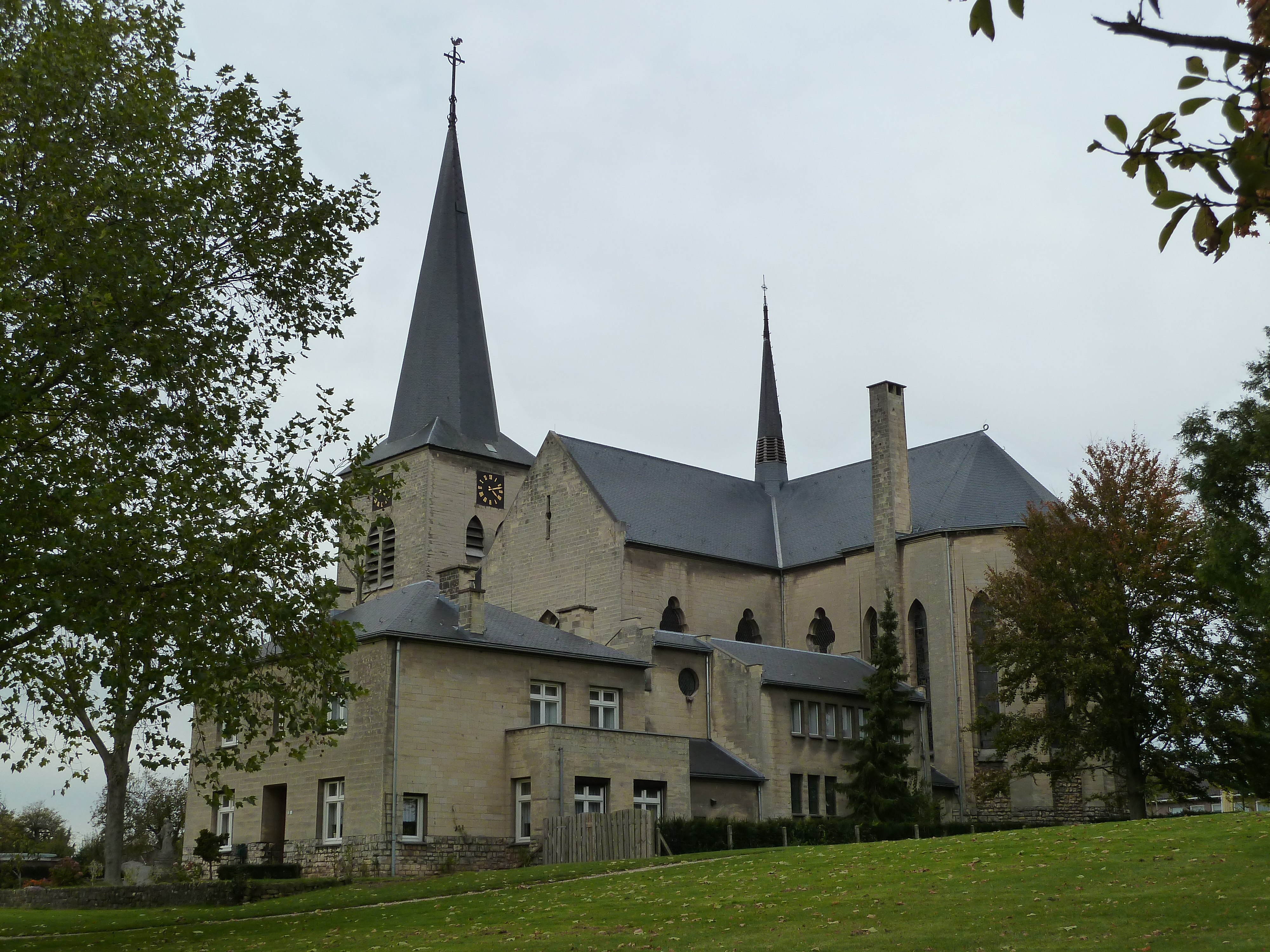
Berg en Terblijt
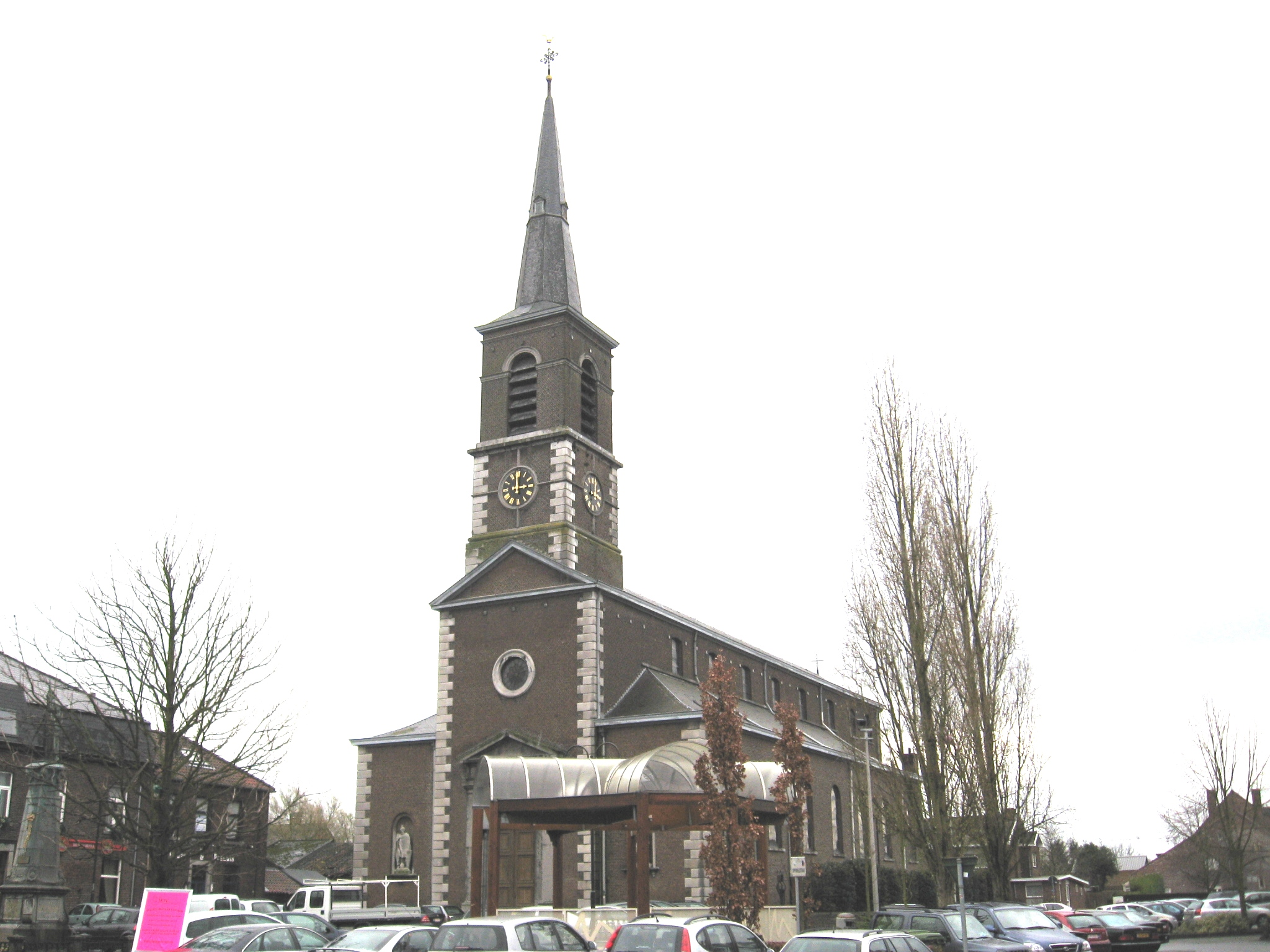
Mechelen-aan-de-Maas
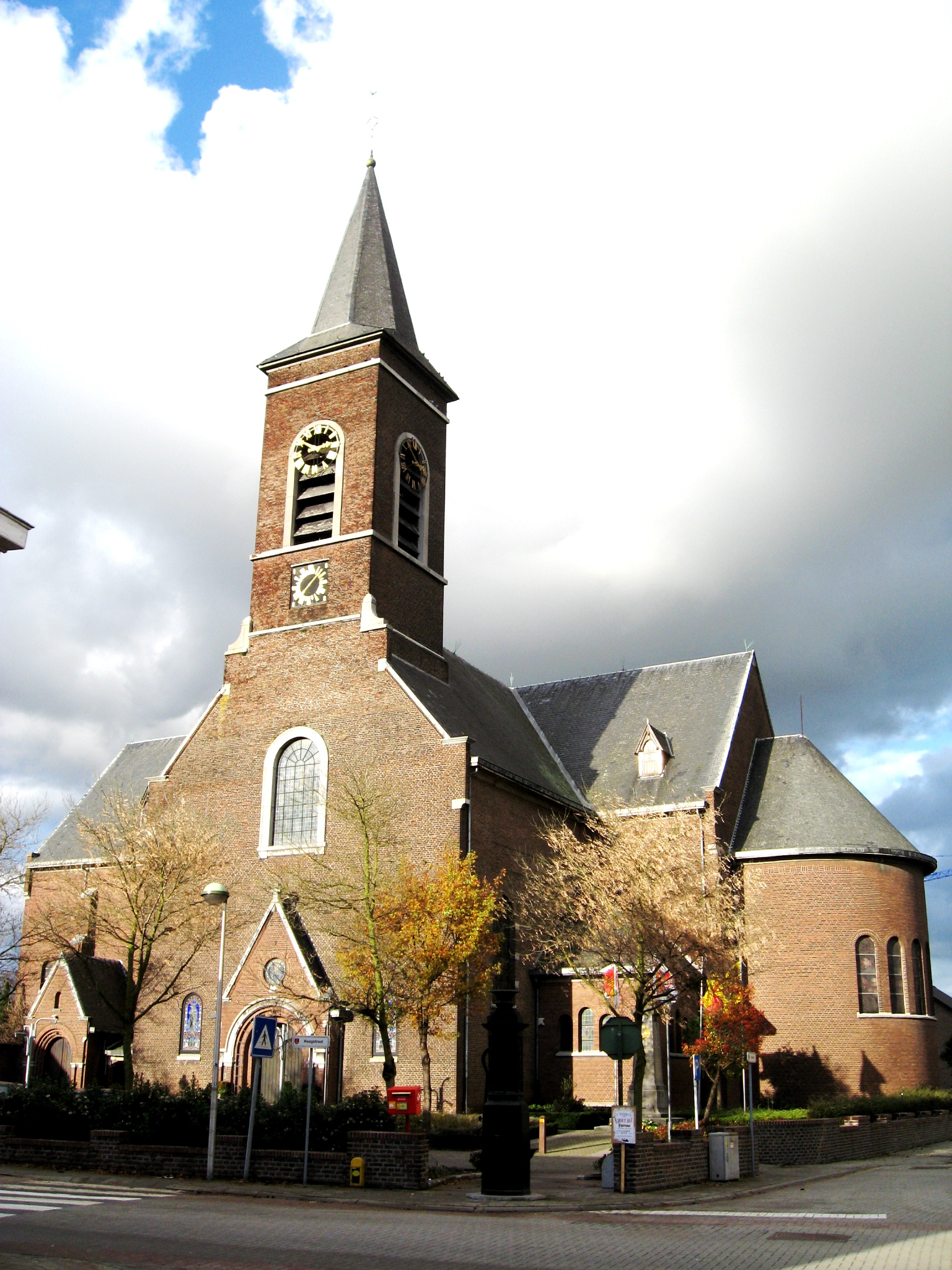
Rotem

- Biografisch Portaal: 32402146
- Gemeinsame Normdatei: 1199401196
- International Standard Name Identifier: 0000 0003 9452 1183
- Nederlandse Thesaurus van Auteursnamen: 12047171X
- Virtual International Authority File: 289012986